# Plac Wojciecha Korfantego w Wodzisławiu Śląskim
Plac Wojciecha Korfantego w Wodzisławiu Śląskim choć historycznie dawno jest już na mapach, to pod względem nazewnictwa jest chyba najmłodszy – gdyż oficjalna jego nazwa pojawiła się dopiero w latach 90. XX wieku. Plac ten wyznaczają ulice Sądowa, Kościelna oraz Wałowa. Leży on w pobliżu zabudowań klasztornych. W 1975 wzniesiono na placu Pomnik Powstańców Śląskich, autorami projektu byli architekt Mieczysław Król i rzeźbiarz Jerzy Egon Kwiatkowski. Na placu tym odbywają się wszystkie ważne uroczystości państwowe.

## Imprezy i wydarzenia
- Obchody Święta Konstytucji 3 Maja
- Obchody Święta Niepodległości (11 Listopada)
- Od 25 czerwca do 9 lipca 2009 Odbywa się wystawa "1989+20 4 czerwca 1989 - 20 lat później" organizowaną przez Kancelarię Prezydenta RP, Komisję Krajową NSZZ Solidarność oraz Polską Agencję Prasowa